# ووستر (ماساچوست)
ووستر (به انگلیسی: Worcester) شهری در شهرستان ووستر، ماساچوست ایالت ماساچوست می‌باشد که در سال ۱۶۸۴ بنیان‌گذاری شده‌است. این شهر در سرشماری سال ۲۰۱۰ میلادی، ۱۸۱٬۰۴۵ نفر جمعیت داشته‌است.

## نگارخانه

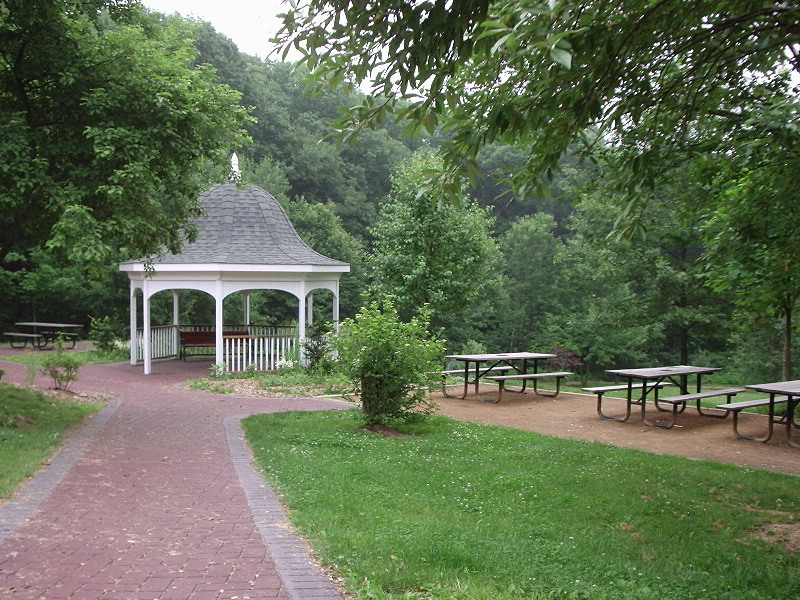
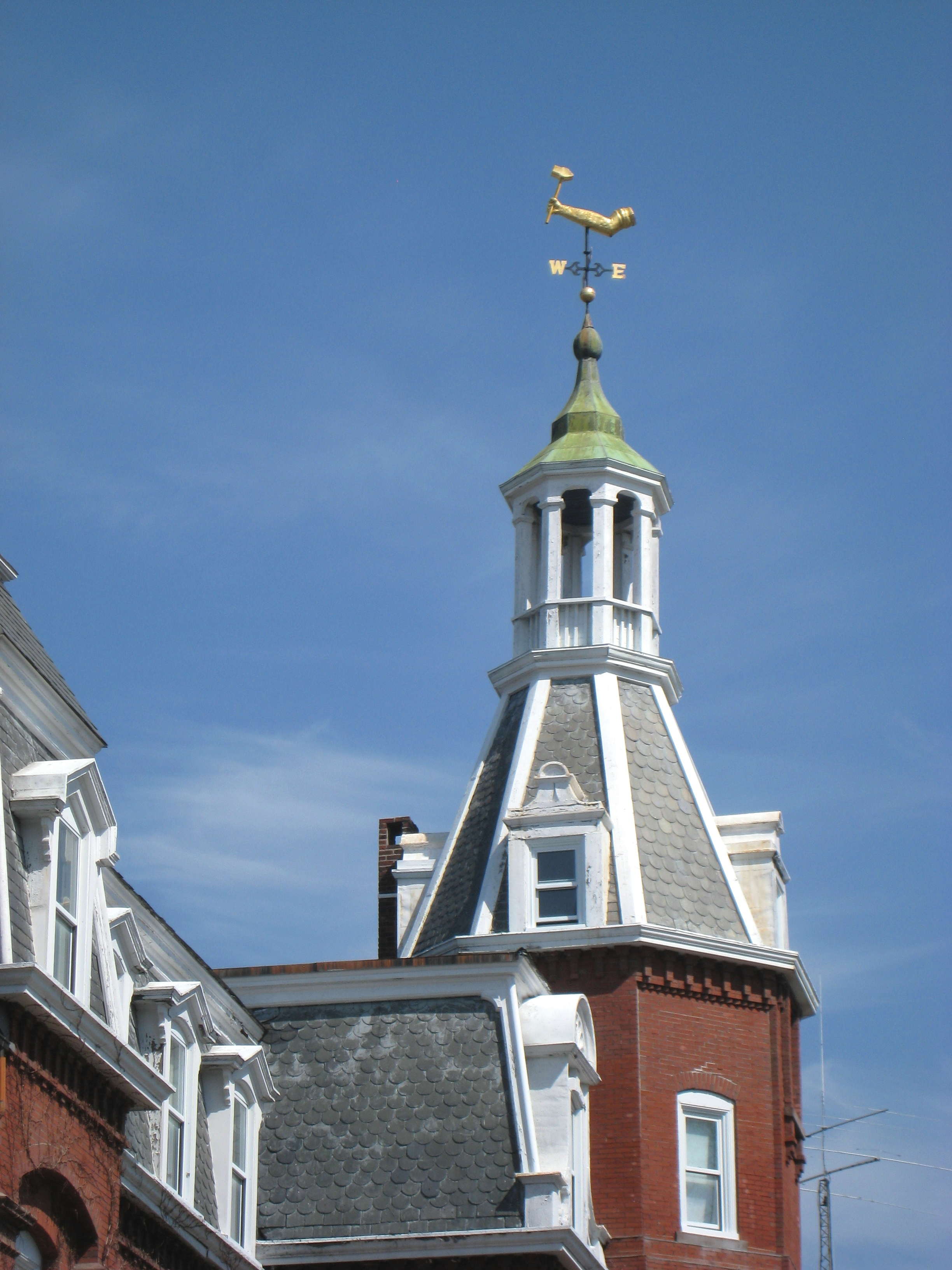
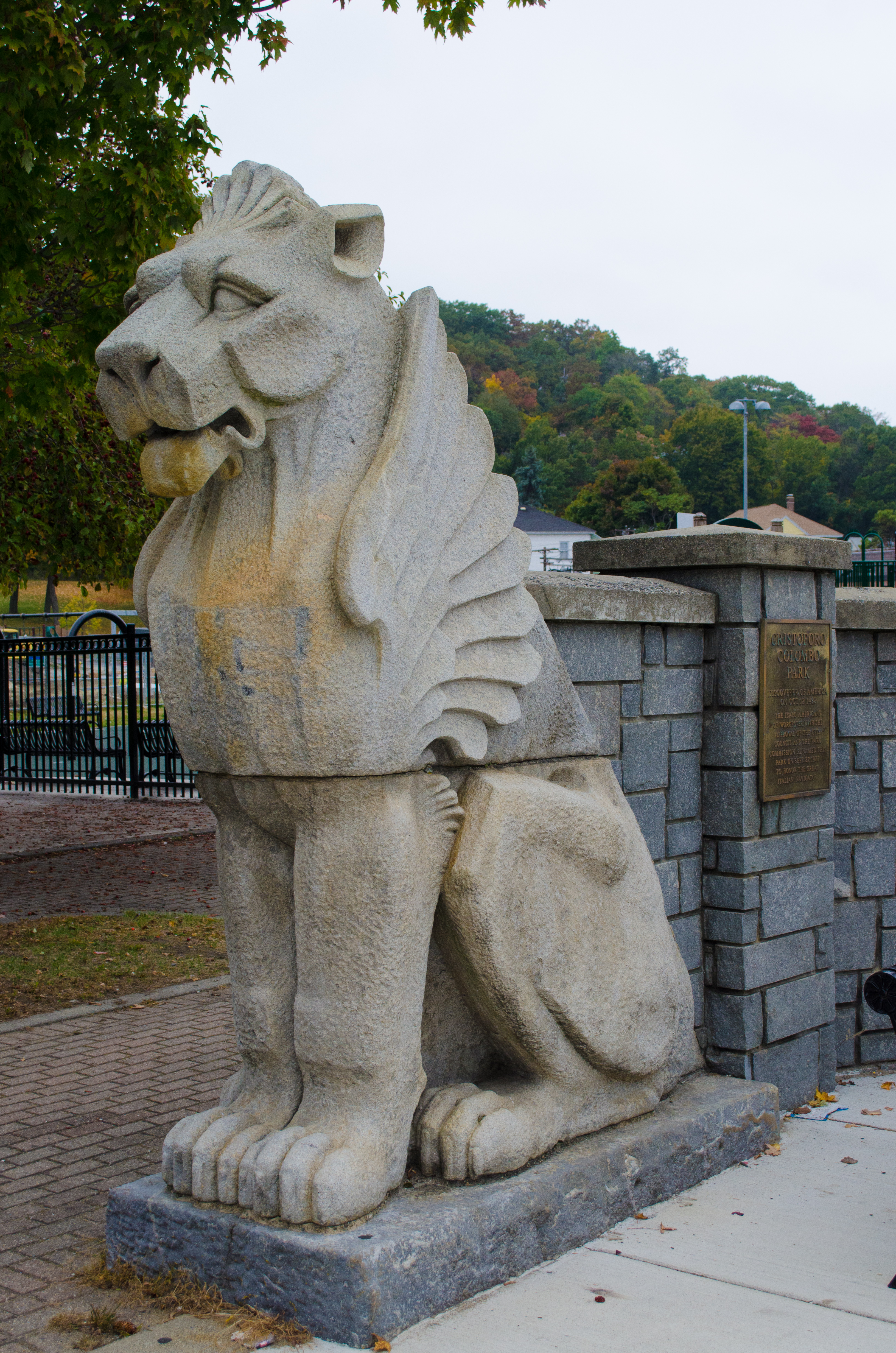
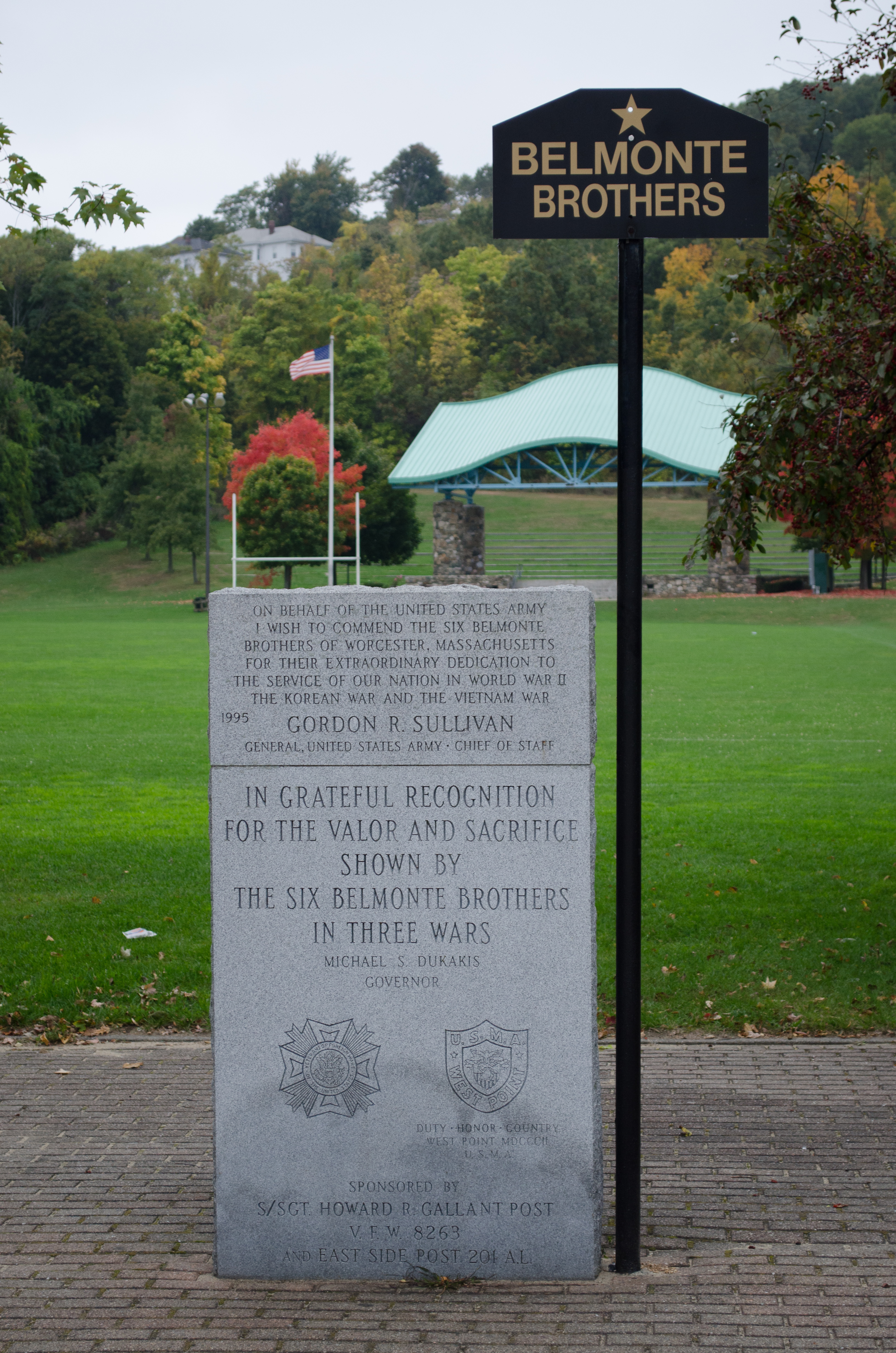